# Paulo Domingos Cordaro
Paulo Domingos Cordaro (8 de junho de 1953) é um pesquisador brasileiro, membro titular da Academia Brasileira de Ciências na área de Ciências Matemáticas desde 6 de maio de 1998 e membro da The World Academy of Sciences (TWAS) desde 2002.
Cordaro é professor do Instituto de Matemática e Estatística da Universidade de São Paulo e foi seu diretor na gestão de 2006 a 2010. Além disso, foi presidente da Sociedade Brasileira de Matemática durante duas gestões: a primeira com o vice-presidente Ruy Exel Filho, de 1997 a 1999, e a segunda, com o vice Claudio Landim, de 1999 a 2001.
Foi condecorado na Ordem Nacional do Mérito Científico.

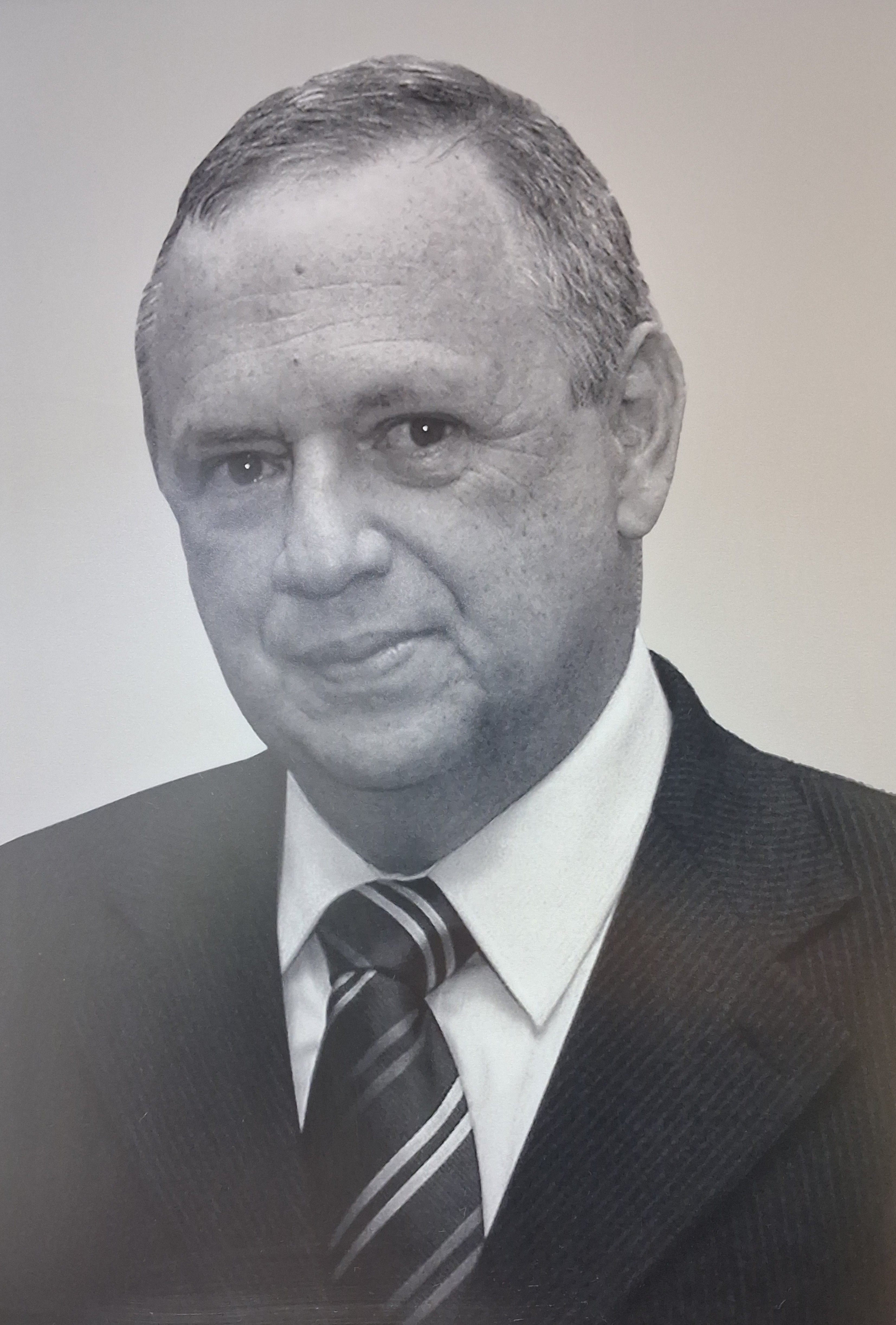
Foto de Paulo Domingos Cordado na galeria de ex-Diretores do IME-USP.

## Vida acadêmica
Em sua escola, o Colégio Dante Alighieri, teve aulas com a professora Anna Albanese, uma de suas inspirações na área matemática. É graduado em Matemática Aplicada e mestre em Matemática pelo IME-USP, com a dissertação Hipoelipticidade de uma classe de operadores diferenciais com características duplas, orientado pelo professor Antonio Gilioli. 
Recebeu o título de Doutor pela Universidade Rutgers, Estados Unidos, ao estudar Equações Diferenciais Parciais, com a tese On the range of the Lewy Complex.

## Principais produções
Cordado publicou um livro, além de 14 trabalhos de pesquisa em revistas internacionais.
O livro Cálculo Integral e o Teorema de Stokes, da Editora LF Editorial e escrito por Cordado, é finalista da segunda edição do Prêmio Jabuti Acadêmico na categoria Matemática, Probabilidade e Estatística.
Abaixo está uma lista de publicações selecionadas:
- 1993: Globally hypoelliptic systems of vector fields.[8]
- 1994: Hyperfunctions on hypo-analytic manifolds.[9]
- 1996: On local solvability of underdetermined systems of vector fields.[10]
- 2004: Global solvability for a class of complex vector fields on the two-torus.[11]
- 2008: An introduction to involutive structures.[12]